# Special Operations Executive
Special Operations Executive, SOE, även kallad The Baker Street Irregulars, var en brittisk organisation under andra världskriget. SOE svarade för sabotage- och understödsverksamhet inom ramen för vad som idag kallas för Military Operations Other Than War (MOOTW). Winston Churchill och Hugh Dalton tog i juli 1940 initiativet till att bilda organisationen som ursprungligen kallades för Section D inom MI6. Uppdraget till SOE var att uppmuntra och understödja spionage och sabotageverksamhet bakom fiendens linjer, men också att utgöra grunden för bildandet av en rudimentär motståndsrörelse i Storbritannien i händelse av en tysk invasion. Denna motståndsrörelse kom att kallas Auxiliary Units.

## Ledningen
Hugh Dalton efterträddes i september 1943 av Colin Gubbins. SOE:s högkvarter låg på 64 Baker Street i London med en forskningsfilial i Aston House i Hertfordshire, Stevenage, där man forskade kring nya vapen och taktik.
SOE:s operationer i Frankrike styrdes av två sektioner i London. Sektion F rekryterade agenter som inte accepterade general Charles de Gaulle som ledare, medan sektion RF samarbetade med De Gaulles rörelse. Två mindre sektioner hade andra uppgifter: sektion EU/P skötte kontakterna med den polska kolonin i Frankrike medan sektion DF ansvarade för flyktvägar och samordning. Under senare delen av 1942 etablerades sektion AMF i Alger.

## Teknik och utbildning
Under täcknamnet Inter Services Research Bureau, ISRB, inrättade SOE en utvecklingsanläggning för utrustning som skulle användas i den nya verksamheten. Anläggningen var belägen i Welwyn i Hertfordshire och kallades för Station IX. Här utvecklades de radiosändare, sprängladdningar och försåtmineringar som skulle användas av SOE-agenterna och liknande förband. Bland de produkter som togs fram av Station IX märks Welbike, en hopfällbar motorcykel för fallskärmsjägare, Welrod, som var en pistol med ljuddämpare samt Welman och Sleeping Beauty som båda var transportmedel avsedda för undervattensbruk. De sistnämnda testades vid Station IXa som var en anläggning för vattentester vid Goodwick i Wales. Dessa farkoster skickades i slutet av 1944 till Australien för att testas i tropisk miljö.
SOE var ytterst beroende av säker radiokommunikation. Det tog avsevärd tid att utveckla avancerade radiosändare, bra rutiner för sändning och mottagning samt tillfölitliga kryptosystem. Detta arbete leddes av SOE:s chefskryptör, Leo Marks.
SOE utbildade sina agenter vid Wanborough Manor i Guildford, Surrey. SOE utbildade också kvinnliga agenter, till exempel placerade sektion F 39 agenter i Frankrike, varav 13 inte återvände. Den sjätte maj 1991 avtäcktes ett minnesmärke i Valençay till minnet av femtioårsdagen av landsättningen av den första agenten tillhörig sektion F. På minnesmärket finns förtecknat namnen på de 91 män och 13 kvinnor som gav sitt liv för Frankrike.

## Verksamhet
SOE var särskilt aktivt i Frankrike, Norge, Italien, Nederländerna, Jugoslavien, Algeriet, Grekland, Polen och Tjeckoslovakien, men hade även agenter i Sverige. I ett samarbete mellan SOE och brittiska underrättelsetjänsten skickades en grupp judiska volontärer från Brittiska Palestinamandatet ut som agenter i Europa mellan 1943 och 1945. SOE deltog också i striderna i Sydostasien och mot slutet av kriget samordnade man motståndsarbetet och hemliga operationer i området. Denna del av SOE fick namnet Force 136.

### Frankrike
Den femte maj 1941 blev Georges Bégué (1911-1993) den förste SOE-agenten som luftlandsattes i Frankrike. Hans första uppgift var att etablera radiokontakt med Storbritannien och förbereda för nästa luftlandsättning av agenter. Mellan maj 1941 och augusti 1944 skickades fler än 400 agenter till Frankrike från sektion F. Deras arbetsuppgifter var bland annat sabotage, utbildning av motståndsrörelsen, kurirverksamhet, samverkan med motståndsmän och ansvar för radiokommunikation.

#### Sverige
Chefen för SOE i Nordeuropa var sir Charles Hambro, som i oktober 1940 kom till Stockholm för att inrätta en SOE-avdelning inom den brittiska legationen. Till chef utsågs underrättelseofficeren Malcolm Munthe, som var biträdande militärattaché och som i maj flytt från ett uppdrag i Norge till Sverige.
Huvuduppgiften för den svenska avdelningen var att förbereda och understödja sabotage i Norge även om SOE blev misstänkt för sabotage mot en tysk militär transport i Sverige. Efter den så kallade Krylbosmällen 19 juli 1941 riktades anklagelser mot SOE och Malcolm Munthe utvisades ur Sverige dagen efter explosionen i Krylbo. Men det har aldrig blivit bevisat att SOE låg bakom och de flesta utredningar pekar på att det var en olycka.
Under 1942 genomfördes av George Binney, representant för brittiska Ministry of Supplies vid legationen i Stockholm, Operation Performance, vilken syftade till att få ut tio norska kvarstadsfartyg med last från Göteborg till Storbritannien. Lasten var viktig för den brittiska vapenproduktionen; bland annat ingick stora mängder kullager från SKF samt maskiner för framställning av dessa. Sådan materiel var bristvaror i Storbritannien. Frågan om att släppa fartygen förhalades genom att regeringen lät frågan bli en domstolsfråga. Därför blev det först 31 mars 1942 som, efter att kvarstaden hävts av Högsta domstolen, ett utbrytningsförsök kunde ske. Resultatet blev en katastrof. Av de tio fartygen sänktes sex av den tyska flottan, två kom fram och två, Dicto och Lionel, återvände till Göteborgs hamn. Där framkom att beväpning och brittisk militär hade smugglats in i Göteborg på fartygen av George Binney, som omedelbart utvisades. De båda fartygen belades åter med kvarstad och släpptes först i januari 1943 efter starka påtryckningar från brittisk och amerikansk sida. Något nytt utbrytningsförsök gjordes dock inte.

### Operation Gunnerside

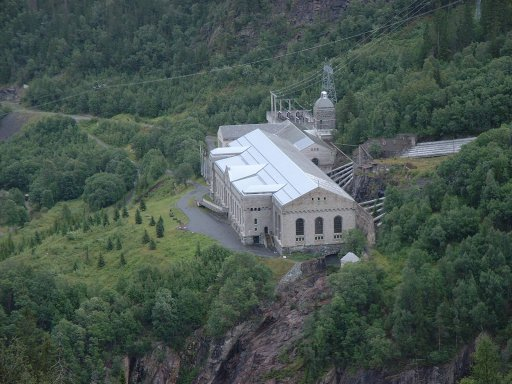
Vemork vattenkraftverk vid Rjukan.

I mars 1941 inrättades i Norge Norwegian Independent Company 1, (NOR.I.C.1) även kallad för Kompani Linge. Deras mest berömda insats var Operation Gunnerside - tungtvannsaksjonen - attacken mot den anläggning i Vemork vid Rjukan där tyskarna experimenterade med framställning av tungt vatten. Operation Gunnerside var en del av en större verksamhet kallad Operation Archery, med det slutgiltiga syftet att dels störa tysk verksamhet i Norge, dels få Tyskland att skicka så mycket trupp som möjligt till Norge. Detta skulle underlätta för de allierade att slå mot Tyskland i Europa.